# جائزة روبرت لأفضل ممثلة في دور رئيسي
جائزة روبرت لأفضل ممثلة في دور رئيسي (بالدنماركية: Robert for årets kvindelige hovedrolle)‏ هي جائزة للأفلام في الدنمارك وهي إحدى فئات جائزة روبرت. تمنح لأفضل ممثلة رئيسية في فيلم دنماركي. منحت للمرة الأولى في سنة 1983. من الفائزات بها إميلي واتسون (1996)، بيورك (2000)، ترين ديرهولم (2006 + 2010) ونومي رابيس (2007) وكيرستين دانست (2010).